# Xã Billings, Michigan
Xã Billings (tiếng Anh: Billings Township) là một xã thuộc quận Gladwin, tiểu bang Michigan, Hoa Kỳ. Năm 2010, dân số của xã này là 2.416 người.